# Бесараб Мая Яківна
Мая Яківна Бесараб (рос. Майя Яковлевна Бессараб; нар. 25 квітня 1925, Таганча, Канівський район, Черкаська область) — радянська і російська письменниця, прозаїк та перекладачка українського походження.

## Життєпис
Народилася 25 квітня 1925 року в родині Якова Івановича Бесараба (1898—1937, репресований) та Віри Терентіївни Дробанцевої (1906—?). Племінниця Конкордії Терентіївни Ландау-Дробанцевої, дружини нобелівського лауреата Льва Ландау.
Виросла у Харкові, де батько обіймав посаду заступника керівника справами Ради народних комісарів Української РСР. Батьки розлучилися 13 березня 1935 року й надалі її виховувала мати. 23 вересня 1937 року батька розстріляли у Харкові, реабілітований посмертно 25 квітня 1958 року.
Закінчила Московський державний інститут іноземних мов імені Моріса Тореза (1955). Членкиня Спілки письменників СРСР (1976) та Спілки письменників Москви.

## Твори
- Открытое сердце (Очерки о хирургах). — М., 1967.
- Владимир Даль. — М.: Московский рабочий, 1968. — 264 с.
- Страницы жизни Ландау. — М., 1971.
- Жуковский: Книга о великом русском поэте. — М.: Современник, 1975. — 315 с. — серия «Любителям российской словесности».
- Сухово-Кобылин. — М.: Современник, 1981.
- Страна моего сердца: Повесть о Д. Риде. — М., 1984.
- Так говорил Ландау. — М., 2003. — ISBN 5-9221-0363-6.
- Принц Парадокс. Оскар Уайльд. — М., 2012.
- Лев Ландау: роман-биография. — М.: Октопус, 2008. — 263 с. — ISBN 978-5-94887-059-5.

## Переклади
Авторка перекладів на російську мову збірки творів про Шерлока Голмса, відомого британського письменника Артура Конан Дойла, та творів багатьох інших письменників.
Переклади друкувалися упродовж 1956—2019 років різними видавництвами колишнього СРСР та сучасної Росії. Нижче перелічені лише деякі з них:
- 1956 — оповідання Артура Конан Дойла «Таємниця Боскомської долини [Архівовано 24 грудня 2019 у Wayback Machine.]»;
- 1957 — повість Міріам Мейсон «Хлопчик з великої Міссісіпі» («Хлопчик з великої Міссісіпі. Повість про дитинство Марка Твена»);
- 1961 — Джек Лондон: оповідання «Язичник»; нариси «Бездомні хлопчаки і веселі коти», «Волоцюги, які приходять вночі», «Дві тисячі волоцюг», «Виправна в'язниця»;
- 1976 — оповідання Джека Лондона «Невгамовна біла людина»;
- 1987 — п'єса Джона Бойнтона Прістлі «Тепер нехай йде!»;
- 2001 — п'єса Джона Бойнтона Прістлі «Павільйон масок».